# جاك توماس
جاك توماس (بالإنجليزية: Jack Thomas)‏ (3 يونيو 1996 بإنجلترا في المملكة المتحدة - ) هو لاعب كرة قدم بريطاني في مركز الوسط. لعب مع نادي مانسفيلد تاون.

## وصلات خارجية
- جاك توماس على موقع قاعدة بيانات كرة القدم.إي يو (الإنجليزية)
- جاك توماس على موقع Soccerbase.com (لاعب) (الإنجليزية)
- جاك توماس على موقع Soccerway.com (الإنجليزية)